# Casola Valsenio
Casola Valsenio ist eine Comune in der Provinz Ravenna in der italienischen Region Emilia-Romagna. 

## Lage und Einwohner
Die Gemeinde liegt etwa 40 km südöstlich von Bologna und etwa 50 km südwestlich von der Provinzhauptstadt Ravenna entfernt. Die Gemeinde bedeckt eine Fläche von 84,4 km² und hat 2504 Einwohner (Stand 31. Dezember 2023).
Die Gemeinde Casola Valsenio hat die Frazioni („Unterteilungen“, das heißt zugehörige Ortschaften, insbesondere kleinere Dörfer und Weiler) Zattaglia, Baffadi, Sant’Apollinare, Valsenio sowie Mercatale.
Casola Valsenio grenzt an die folgenden Gemeinden: Borgo Tossignano, Brisighella, Castel del Rio, Fontanelice, Palazzuolo sul Senio und Riolo Terme.

### Bevölkerungsentwicklung

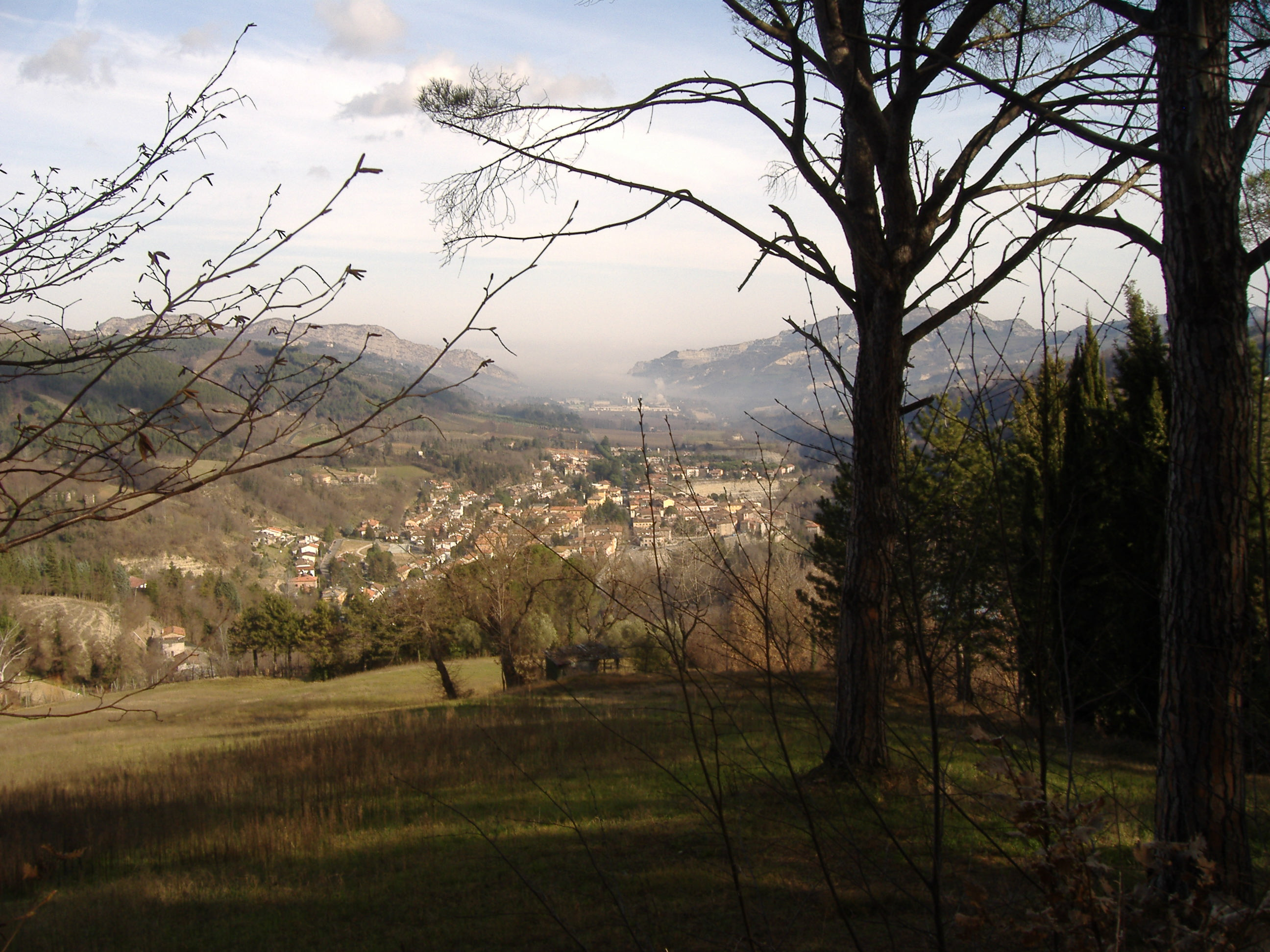
Panorama

## Persönlichkeiten
- Giovanni Soglia Ceroni (* 1779 – † 1856), Kurienerzbischof und Kardinal
- Alfredo Oriani (* 1852 – † 1909), Schriftsteller und Vordenker des italienischen Faschismus
- Giuseppe Angelo Poli (* 1878 – † 1970), römisch-katholischer Geistlicher und Kapuziner
- Giuseppe Cenni (* 1915 – † 1943), Offizier und Flieger.
- Maurizio Tagliaferri (* 1959), katholischer Priester und Kirchenhistoriker